# UniProt
UniProt est une base de données de séquences de protéines. Son nom dérive de la contraction de Universal Protein Resource (base de données universelle de protéines). C'est une base de données ouverte, stable et accessible en ligne, elle est issue de la consolidation de l'ensemble des données produites par la communauté scientifique. UniProt est une base annotée, hiérarchisée où chaque séquence est accompagnée d'un ensemble riche de métadonnées et de liens vers de nombreuses autres bases de données : bibliographiques, phylogénétiques, nucléotidiques... Outre la séquence en acides aminés des protéines, UniProt fournit des informations sur leur fonction et leur structure ainsi que des liens vers d'autres bases de données. 
UniProt combine les données des bases Swiss-Prot, TrEMBL et Protein Information Resource (PIR) et est mise à jour régulièrement. Ses données reposent entre autres sur le serveur ExPASy de l'Institut suisse de bioinformatique et celui de l'EBI. Ces serveurs proposent en particulier la recherche de séquences homologues dans la base au moyen d'outils d'alignement de séquences comme FASTA ou BLAST.